# Tomaszów Lubelski
Tomaszów Lubelski je okresní město v Polsku v Lublinském vojvodství. Nachází se v Národním parku Roztocze, asi 20 km od ukrajinské hranice na státní silnici č. 17 (mezinárodní trasa E 372) Varšava–Hrebené. V roce 2021 zde žilo 18 396 obyvatel.

## Historie
Počátky města se datují do prvních let 17. století, kdy vzniká první osada - její název je Jelitov. V roce 1613 je přejmenována na Tomaszów. Jeho rozvoji prospívá výhodné položení na obchodních cestách mezi centrem a jihovýchodem a již v r. 1621 obdržel Tomaszów městská práva od krále Zikmunda III. Vasy. Ve druhé polovině 18. století v důsledku dělení polského království přešel Tomaszów pod rakouskou jurisdikci a v r. 1775 v důsledku obrovského požáru došlo prakticky ke zničení města.
V 19. století byli ve městě v době polského povstání proti Rusku formovány dobrovolnické pluky, následkem pozdějších represí bylo zastřeleno 23 obyvatel města. Tomaszów se stává v roce 1867 okresním sídlem.
V r. 1915 v době probíhajících bojů 1. světové války došlo poblíž Tomaszowa k bitvě mezi rakouskou a ruskou armádou a po získání nezávislosti Polska začal rozvoj nejen města, ale celého regionu. To netrvalo dlouho, neboť po vypuknutí 2. světové války bylo město již v r. 1939 bombardováno německou armádou a v letech okupace byla vyvražděna nebo zahynula více než polovina obyvatel.
V dobách komunismu bylo město rozšiřováno prakticky do dnešní podoby. Ve městě se zachoval dřevěný farní kostel z r. 1627, přestavěný v r. 1727 a několik dalších staveb z konce 19. století.

## Osobnosti
- Leo Pinsker (1821–1891), oděský sionista
- Moše Wertman (1924–2011), izraelský politik

## Partnerská města
- Fastiv, Ukrajina
- Grigiškės, Litva
- Kiverci, Ukrajina
- Kremenec, Ukrajina
- Rava-Ruska, Ukrajina
- Sňatyn, Ukrajina
- Vasilkyv, Ukrajina
- Žovkva, Ukrajina